# Djurmåleri

Hjortjakten (1723). Oljemålning av Jean-Baptiste Oudry (1686-1755). Nationalmuseum, Stockholm.

Djurmåleri är när en konstnär specialiserat sig på, eller är känd för sin skicklighet i, djurens skildring.
Framför allt under 1700-talet skulle djurmålare ofta samarbeta med andra artister, som antingen skulle måla huvudämnet i en historisk eller mytologisk del eller landskapsbakgrunden i en dekorativ. Den famländske djur- och stillebenmålaren Frans Snyders grundade den barocka djurmålningstraditionen, gav ofta djuren, och stilleben som mat, till Peter Paul Rubens, en annan landskapspecialist kan ge bakgrunden.
En animalier är en konstnär, främst från 1800-talet, som specialiserat sig på eller är känd för skicklighet i den realistiska skildringen av djur. "Djurmålare" är den mer allmänna termen för tidigare artister. Även om arbetet kan vara i någon genre eller ett format, används termen oftast till skulptörer och målare.
Under den nederländska guldåldern tenderade sådana specialister att producera mindre genremålningar som koncentrerar sig på sin specialitet. Djurmålare kom ner i hierarkin av genrer, men de bästa målarna kunde leva mycket gott. Många kungliga och aristokratiska beskyddare var mer intresserade av deras ämne än de mer prestigefyllda genrerna. Huvudsakligen i England fanns det ännu mer specialiserade målare från 1700-talet som producerade porträtt av rashästar och prismodeller av boskap. Men i Frankrike fortsatte djurämnen fortfarande att vara dekorativa capriccios som ofta sattes runt trädgårdsskulpturer. I äldre engelska verk som ofta angliciseras som "caprice" betyder inom  målningen en capriccio (italienska uttal: [kaprittʃo], plural: capricci [kaprittʃi]) en arkitektonisk fantasi, som sätter samman byggnader, arkeologiska ruiner och andra arkitektoniska element i fiktiva och ofta fantastiska kombinationer, och kan innefatta människor (figurer). Det faller under den mer allmänna termen för landskapsmålning. Termen används också för andra konstverk med ett element av fantasi.
År 2014 nominerades i den brittiska dagstidningen "The Guardian" målningen Steglitsan ("The Goldfinch") (1654) av den nederländska konstnären Carel Fabritius (1622-1654) som det finaste djurporträttet. Målningen visar Fabritius' användning av coola färgtoner, delikata ljuseffekter och en ljus bakgrund. 

## Galleri

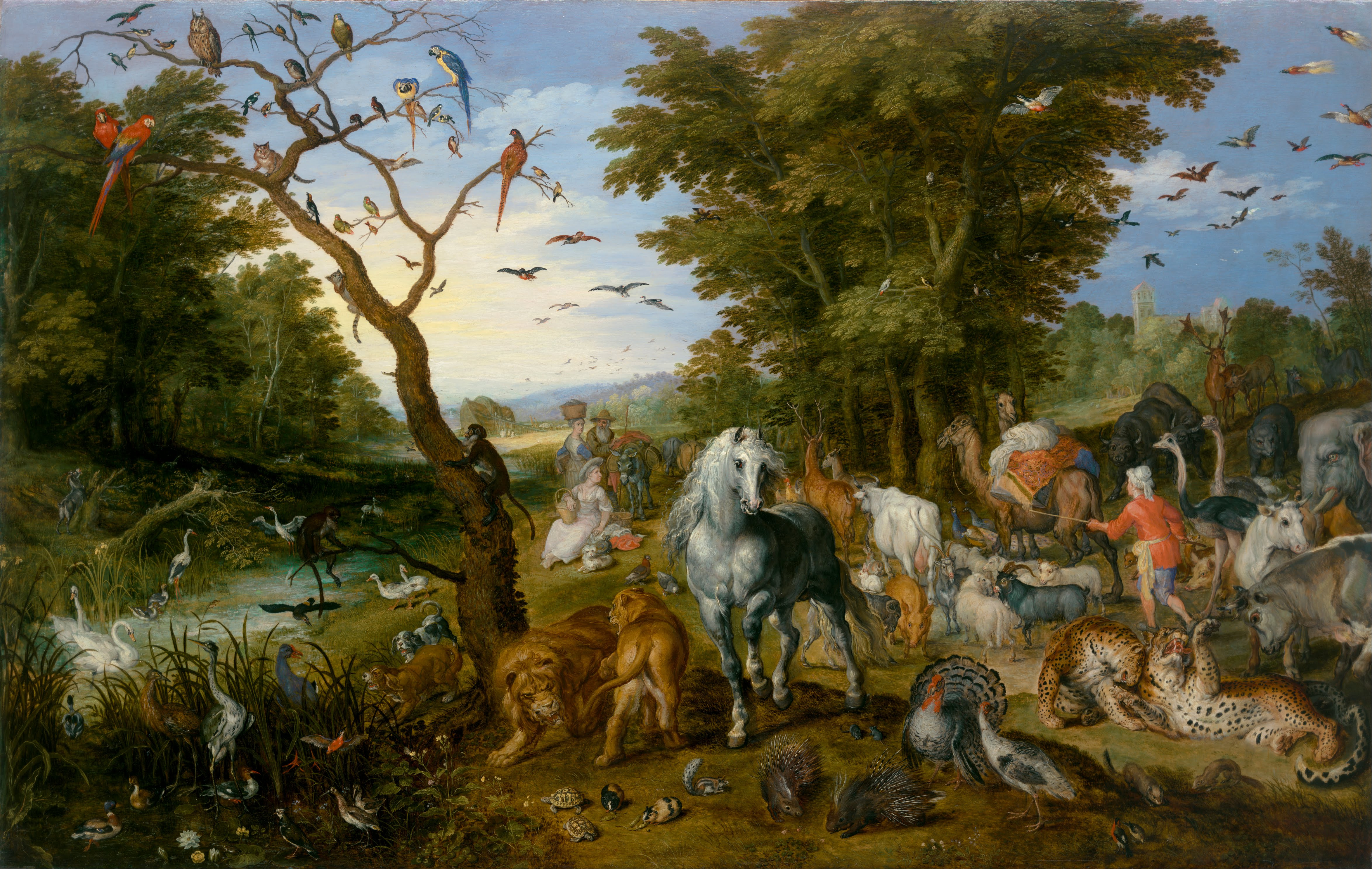
Djurens inträde i Noaks ark (1613), oljemålning av Jan Brueghel den äldre (1568-1625). Getty Center, Brentwood, Los Angeles, Kalifornien.
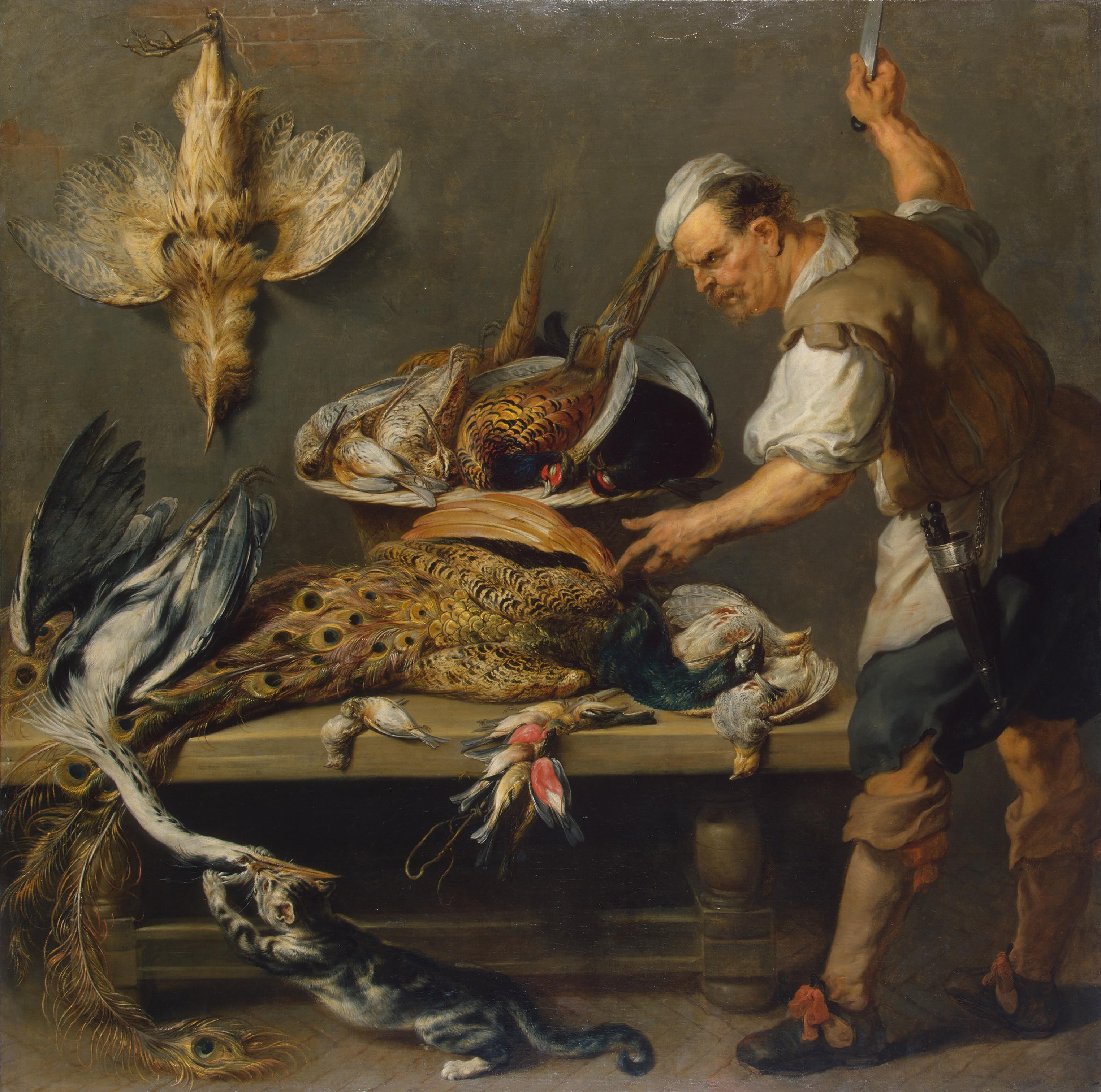
Kock vid ett köksbord med dött villebråd (1634-1637), oljemålning av Frans Snyders (1579-1657). Eremitaget, Sankt Petersburg, Ryssland.
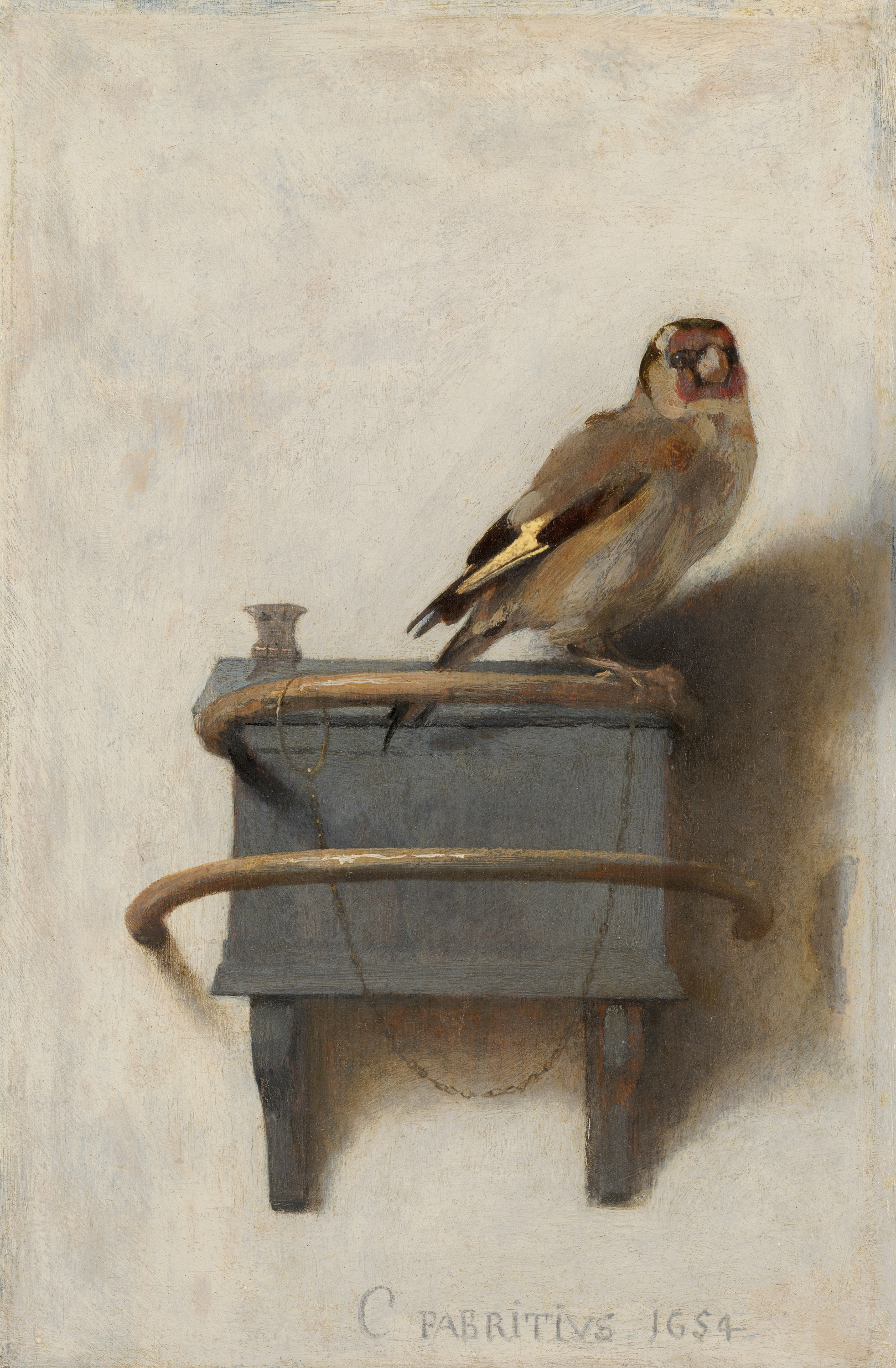
Steglitsan (1654), oljemålning av Carel Fabritius (1622-1654). Mauritshuis, Haag, Nederländerna.
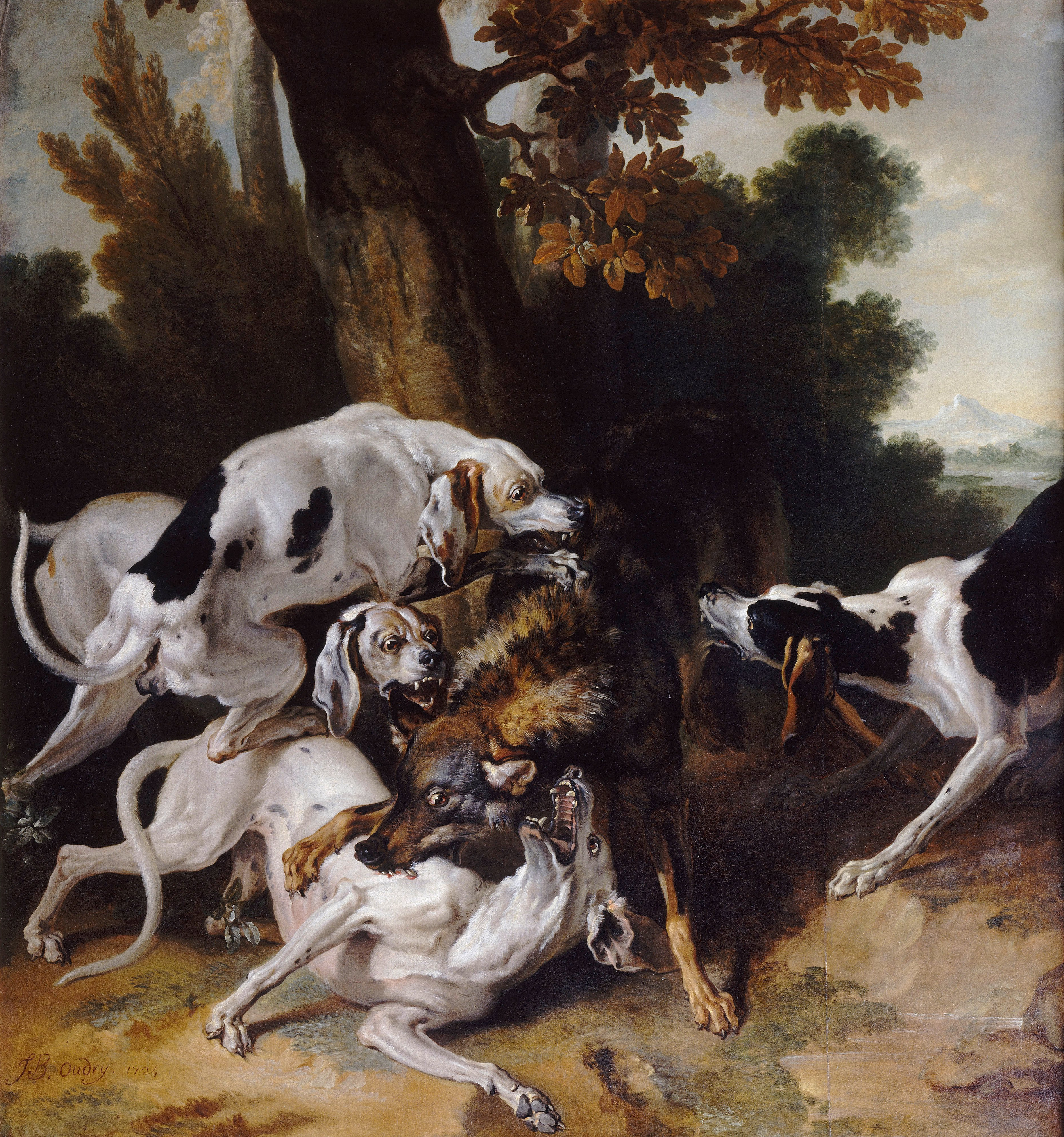
L'hallali du loup (1725), oljemålning av Jean-Baptiste Oudry (1686–1755). Condé Museum (Musée Condé),  Château de Chantilly, Chantilly, Oise, Frankrike.